# Jaco Van Dormael
 (septembre 2015).
Pour les articles homonymes, voir Dormael.
Jaco Van Dormael, né le 9 février 1957 à Ixelles, est un réalisateur et metteur en scène belge.

## Biographie
Jaco Van Dormael naît le 9 février 1957 à Ixelles. Après des études de cinéma (prise de vues et réalisation) à l'Institut national supérieur des arts du spectacle (INSAS) à Bruxelles et à l'école Louis-Lumière à Paris, il devient metteur en scène de théâtre pour enfants, notamment dans des numéros de clown.
Au cours des années 1980, il réalise quelques courts-métrages documentaires (Sortie de secours) ou de fiction (È pericoloso sporgersi).
Il passe au long métrage en 1990 avec Toto le héros, une comédie dramatique mettant en vedette Michel Bouquet dans le rôle d'un homme vieillissant et frustré qui s'imagine en héros de bande dessinée. Présenté au Festival de Cannes de 1991, le film y est récompensé par la Caméra d'or, prix destiné à un premier film. Toto le héros recevra par la suite le César du meilleur film étranger en plus de connaitre un réel succès critique et populaire.
Van Dormael est un des quarante cinéastes qui participe à l'œuvre collective Lumière et Compagnie, conçue pour le centenaire du cinéma et pour laquelle chaque réalisateur a pu tourner un court film en utilisant une caméra identique à celle des frères Lumière. Le court-métrage de Van Dormael met en vedette Pascal Duquenne, un acteur trisomique déjà présent dans Toto le héros.
Pascal Duquenne joue un rôle important dans le second long-métrage de Van Dormael, Le Huitième Jour, une nouvelle comédie dramatique décrivant l'amitié entre un banquier, incarné par Daniel Auteuil et un trisomique, joué par Duquenne. Le Huitième jour est présenté au Festival de Cannes de 1996, cette fois-ci en compétition officielle, ce qui permet à Daniel Auteuil et Pascal Duquenne de recevoir tous deux le prix du meilleur acteur. Tout comme son prédécesseur, Le Huitième jour connait un succès public appréciable, malgré des critiques divisées.
Pendant les années qui suivent, Van Dormael se consacre surtout à des mises en scène théâtrales, comme Est-ce qu'on ne pourrait pas s'aimer un peu?, une création collective incorporant des éléments de théâtre, de mime et de jeu clownesque.
Il faut attendre treize ans avant que Van Dormael fasse un retour au cinéma avec ce qui est son œuvre la plus ambitieuse, le film de science-fiction Mr Nobody. Le film est doté d'un budget imposant. Une partie du tournage a lieu au Québec et pour la première fois, Van Dormael tourne en anglais. Jared Leto tient le rôle d'un homme sur le point de mourir dans un monde où l'immortalité est devenue possible. Mr Nobody est présenté en première mondiale au festival de Venise.
Jaco Van Dormael explore dans ses films, teintés d'onirisme, la puissance de l'imaginaire et la part oubliée de l'enfance dans un quotidien morne et tragique.

### Autres activités
Jaco Van Dormael assure également des mises en scène de pièces de théâtre comme Est-ce qu'on ne pourrait pas s'aimer un peu ? (avec Éric De Staercke dans le rôle principal), Kiss & Cry et Cold Blood.
Il est le président d'honneur de l'ARRF, l'Association des réalisateurs et réalisatrices de films francophones. Il était le président d'honneur de la première cérémonie des Magritte du cinéma, qui s'est tenue en 2011 à Bruxelles.

### Vie privée
Il vit en couple avec la chorégraphe Michèle Anne De Mey et a deux filles d'une première union avec Laurette Vankeerberghen, Alice et Juliette Van Dormael. Son frère, Pierre Van Dormael (1952-2008), était un compositeur et guitariste de jazz.

## Filmographie
Sauf indication contraire, les informations mentionnées dans cette section peuvent être confirmées par les bases de données cinématographiques IMDb et Allociné,  présentes dans la section « Liens externes ».

### Comme réalisateur

#### Longs métrages
- 1991 : Toto le héros
- 1996 : Le Huitième Jour
- 2009 : Mr Nobody
- 2015 : Le Tout Nouveau Testament, co-écrit avec Thomas Gunzig

#### Courts métrages
- 1980 : Maedeli-La-Breche
- 1981 : Stade (documentaire consacré aux premiers Jeux olympiques spéciaux), Caducée d'or du Festival de Rennes (1982)
- 1982 : L'Imitateur (documentaire)
- 1983 : Sortie de secours, (documentaire), primé au Festival de Nyon (Suisse)
- 1984 : È pericoloso sporgersi
- 1985 : De Boot, adapté d'une pièce musicale d'Eva Bal, jouée à Gand
- 1995 : Lumière et Compagnie - segment
- 2019 : The Shape (film) - Hommage à Paul Éluard (La Liberté)

#### Clips
- 2006 : La Ceinture d'Élodie Frégé
- 2007 : Ladyboy du groupe Indochine
- 2019 : Oostende Bonsoir d'Arno

#### Publicités
- 2010 : Spa Reine
- 2011 : Idylle, pour les parfums Guerlain

### Comme acteur
- 2000 : Pourquoi se marier le jour de la fin du monde ? de Harry Cleven

## Bande dessinée
- 2019 : Le Dernier Pharaon, Éditions Blake et Mortimer. Scénario : Jaco Van Dormael, Thomas Gunzig et François Schuiten - Dessin : François Schuiten - Couleurs : Laurent Durieux[3]

## Distinctions
- 1981 : Oscar spécial du meilleur court métrage de langue étrangère - Maedeli-La-Breche
- 1985 : Grand Prix du Festival international du court-métrage de Clermont-Ferrand - E pericoloso sporgersi
- 1991 : Caméra d'or et Prix de la Jeunesse au Festival de Cannes - Toto le héros
- 1991 : Prix André-Cavens de l’Union de la critique de cinéma (UCC) pour le meilleur film belge - Toto le héros
- 1991 : European Award du meilleur scénario et de la révélation cinématographique de l'année - Toto le héros
- 1991 : Prix Joseph Plateau du meilleur film et du meilleur réalisateur - Toto le héros
- 1992 : César du meilleur film étranger - Toto le héros
- 1996 : Festival de Cannes, Prix d'interprétation masculine pour le film Le Huitième Jour.
- 1996 : Festival international du film de Flandre-Gand, Prix Joseph Plateau pour le film Le Huitième Jour (Meilleur film belge, meilleur réalisateur belge, meilleur acteur belge, meilleur film au Box Office).
- 2010 : Prix du public aux European Film Awards, pour Mr. Nobody
- 2010 : Prix André-Cavens de l’Union de la critique de cinéma (UCC) du meilleur film belge 2010, pour Mr. Nobody
- 2011 : Trois Magritte du cinéma pour Mr. Nobody : les Magritte du meilleur film, du meilleur réalisateur, du meilleur scénario original.
- 2015 : Le Tout Nouveau Testament est nommé pour le prix de la comédie européenne[4] et aux Satellite Awards[5].
- 2016 : Magritte du meilleur film et Magritte du meilleur réalisateur lors de la 6e cérémonie des Magritte du cinéma.
- 2016 : Doctorat honoris causa de l'Université libre de Bruxelles[6].
- Trophées francophones du cinéma 2016 : Trophée francophone du scénario pour Le Tout Nouveau Testament

## Mise en scène

### Opéra
- 2012 : Stradella (1841) de César Franck, à l'Opéra royal de Wallonie[7];
- 2023 : La sonnambula (1831) du Vincenzo Bellini, à l'Opéra royal de Wallonie[8].

### Théâtre
- 2007 : Est-ce qu'on ne pourrait pas s'aimer un peu ?[2], avec Éric De Staercke.
- 2012 : Kiss and Cry[2], création collective accompagnée de la chorégraphe Michèle Anne De Mey et de l'écrivain Thomas Gunzig.
- 2016 : Cold Blood[2], création collective accompagnée de la chorégraphe Michèle Anne De Mey.
- 2017 : Amor[2], création collective accompagnée de la chorégraphe Michèle Anne De Mey.